# Жуя
Жуя — река в Иркутской области России, левый приток Чары.
Длина реки — 337 км, площадь водосборного бассейна — 22 600 км². Река замерзает в октябре и остаётся под ледяным покровом до мая. Питание снеговое и дождевое. Среднегодовой расход воды — 54 м³/с. Протекает через озеро Толендо. Притоки: с правой стороны — Нечора, с левой — Хомолхо.
Населённые пункты на реке — Светлый, Перевоз при впадении реки Хомолхо, Чара (Усть-Жуя, упразднённый посёлок) в устье.

## Притоки (км от устья)
Объекты перечислены по порядку от устья к истоку.
- 13 км: ручей Кодар-Ондонса
- 25 км: река Кутукан
- 39 км: ручей Салыр
- 40 км: ручей Тарын
- 60 км: река Анкума
- 68 км: ручей Сулахчин
- 75 км: река Ченча
- 77 км: река Дуранах
- 91 км: река Большой Боракун
- 104 км: река Маректа
- 108 км: ручей Ампардах
- 109 км: река Бол. Барчик
- 124 км: ручей Софье-Ивановский
- 127 км: река Ключ Тигалан
- 131 км: река Хомолхо
- 141 км: река Бол. Хорлухтах
- 149 км: река Кизин
- 165 км: река Норич
- 168 км: река Евсейка
- 174 км: река Большой Баллаганах
- 186 км: река Малый Баллаганах
- 194 км: река Таймендра
- 208 км: река Нечера (Нечёра)
- 213 км: река Бол. Сыллах
- 215 км: ручей Бол. Кулибряник
- 220 км: ручей Мал. Кулибряник
- 226 км: река Мал. Дадыхта
- 226 км: ручей Мал. Иллигирь
- 232 км: река Большая Дадыхта
- 232 км: река Бол. Иллигирь
- 242 км: река Большая Бугарихта
- 251 км: река Тунгуска (Бол. Тунгуска)
- 255 км: река Кадали (Бол. Кодали)
- 265 км: река Хадарич
- 267 км: ручей Сян
- 275 км: река Вача (Левая Верхняя)
- 279 км: река Пурич
- 284 км: река Бугарихта
- 286 км: река Сян-Берикан
- 300 км: река Кутулах (Порохтах)
- 302 км: река Аунакит
- 307 км: река Кутулах
- 312 км: река Симбилях
- 320 км: река без названия